# October Faction
October Faction es una serie de televisión de streaming de drama sobrenatural estadounidense creada por Damian Kindler, basada en la serie de cómics del mismo nombre de Steve Niles y Damien Worm. Se estrenó en Netflix el 23 de enero de 2020. La serie está protagonizada por Tamara Taylor, J. C. MacKenzie, Aurora Burghart, Gabriel Darku, Wendy Crewson, Megan Follows y Stephen McHattie. En marzo de 2020, la serie fue cancelada después de una temporada.

## Sinopsis
October Faction sigue la historia de una pareja de cazadores de monstruos, Fred y Deloris Allen, y sus hijos gemelos adolescentes, Geoff y Viv. Tras la muerte del padre de Fred, Samuel, la familia decide regresar a su ciudad natal, Barrington-on-Hudson, para organizar el funeral. Atormentado por los recuerdos de la infancia de la muerte de su hermano y las incesantes discusiones con sus padres sobre su insuficiencia y su elección de mujeres, Fred muestra desgana y consternación por estar de vuelta en casa. Los niños pronto comienzan a mostrar tendencias sobrenaturales, ya que Viv tiene visiones durante una sesión sobre una criatura con el pelo largo encadenada al fondo marino, que lucha por liberarse. Y Geoff revela el secreto más profundo y oscuro de un maestro sobre su esposa frente a sus compañeros de clase. Ambos han tenido un mal comienzo para hacer amigos, y las camarillas populares los ridiculizan por ser forasteros.
Fred y Deloris, miembros de Presidio, una organización secreta, encargada de proteger a la humanidad de los monstruos por igual, deben ocultar sus identidades a la gente del pueblo mientras mantienen una vida normal. Resulta difícil desde el principio a medida que comienzan a desarrollarse cosas extrañas en la pequeña ciudad adormecida.

## Reparto

### Elenco principal
- Tamara Taylor como Deloris Allen,[3] una cazadora sobrenatural que forma parte de una organización secreta conocida como «Presidio».
- J. C. MacKenzie como Fred Allen,[3] esposo de Deloris y compañero cazador sobrenatural de Presidio que provenía de una familia de cazadores sobrenaturales de Presidio.
- Aurora Burghart como Viv Allen,[3] la hija adolescente de Deloris y Fred
- Gabriel Darku como Geoff Allen,[3] el hijo adolescente abiertamente gay de Deloris y Fred y el gemelo de Viv
- Maxim Roy como Alice Harlow,[3] un brujo que caza a los Allen.
- Stephen McHattie como Samuel Allen, el padre de Fred que se presume muerto
- Wendy Crewson como Maggie Allen, la madre de Fred y archivista jubilada de Presidio.
- Megan Follows como Edith Mooreland, directora de Presidio

### Elenco recurrente
- Anwen O'Driscoll como Cathy MacDonald, amiga potencial de Viv.
- Nicola Correia-Damude como Gina Fernandez, la sheriff local de Barrington-on-Hudson y amiga de Deloris.
- Sara Waisglass como Madison St. Claire, una matona de Viv y la ex amiga de Cathy.
- Praneet Akilla como Phillip Mishra, un deportista encerrado y un matón de Geoff.
- Michelle Nolden como Hannah Mercer, agente de Presidio y amante de Fred.
- Dayo Ade como Moshe.
- Robin Dunne como Woody Markham, alguacil adjunto de Barrington-on-Hudson.
- Charles Vandervaart como el joven Fred.
- Taveeta Szymanowicz como joven Deloris.

## Producción

### Desarrollo
El 28 de septiembre de 2018, se anunció que Netflix le había dado a la producción un pedido de serie para una primera temporada que constaba de diez episodios. Damian Kindler, Director X, Megan Follows, Mina Shum y David Frazee están listos para dirigir algunos episodios. La serie fue creada por Damian Kindler, quien también actuará como escritor y productor ejecutivo. Los productores ejecutivos adicionales incluirán a James Thorpe, Steve Niles, Thomas Walden, Eric Birnberg, George Strayton y Melissa Blake. Las compañías de producción involucradas en la serie incluyen High Park Entertainment e IDW Entertainment. El 30 de marzo de 2020, Netflix canceló la serie después de una temporada.

### Casting
Algún tiempo después del anuncio del pedido de la serie, se confirmó que Tamara Taylor, J.C. MacKenzie, Aurora Burghart, Gabriel Darku, Wendy Crewson, Megan Follows y Stephen McHattie protagonizarían la serie. En octubre de 2018, Maxim Roy fue elegido para un papel recurrente.

### Rodaje
La filmación de la primera temporada tuvo lugar en Cambridge, Ontario, de septiembre a diciembre de 2018.

## Lanzamiento
El 8 de enero de 2020, Netflix lanzó el tráiler oficial de la serie.

## Recepción
En Rotten Tomatoes, la serie tiene una calificación de aprobación del 33% con una calificación promedio de 5.5 / 10, basada en 6 revisiones.